# Piper perpunctulatum
Piper perpunctulatum är en pepparväxtart som beskrevs av William Trelease. Piper perpunctulatum ingår i släktet Piper och familjen pepparväxter. Inga underarter finns listade i Catalogue of Life.